# Josh Vela
Pour les articles homonymes, voir Vela.
Joshua James Vela (né à Salford, le 14 décembre 1993) est un footballeur anglais évoluant au poste de milieu de terrain en faveur du club de Carlisle United.

## Carrière en club

### Bolton Wanderers
En mars 2011, il signe son premier contrat professionnel avec l'équipe de Bolton Wanderers. Le 21 avril 2012, il fait ses débuts pour Bolton, lors d'un match de championnat contre Swansea City.

### Notts County
Le 21 mars 2014, il est prêté à Notts County, club de League One (D3). Il reste avec ce club jusqu'au fin de la saison 2013-14.

### Hibernian et après
Le 17 juillet 2019, il rejoint Hibernian.
Le 20 janvier 2020, il rejoint Shrewsbury Town.
Le 25 janvier 2024, il rejoint Carlisle United.